# Jane Birkin

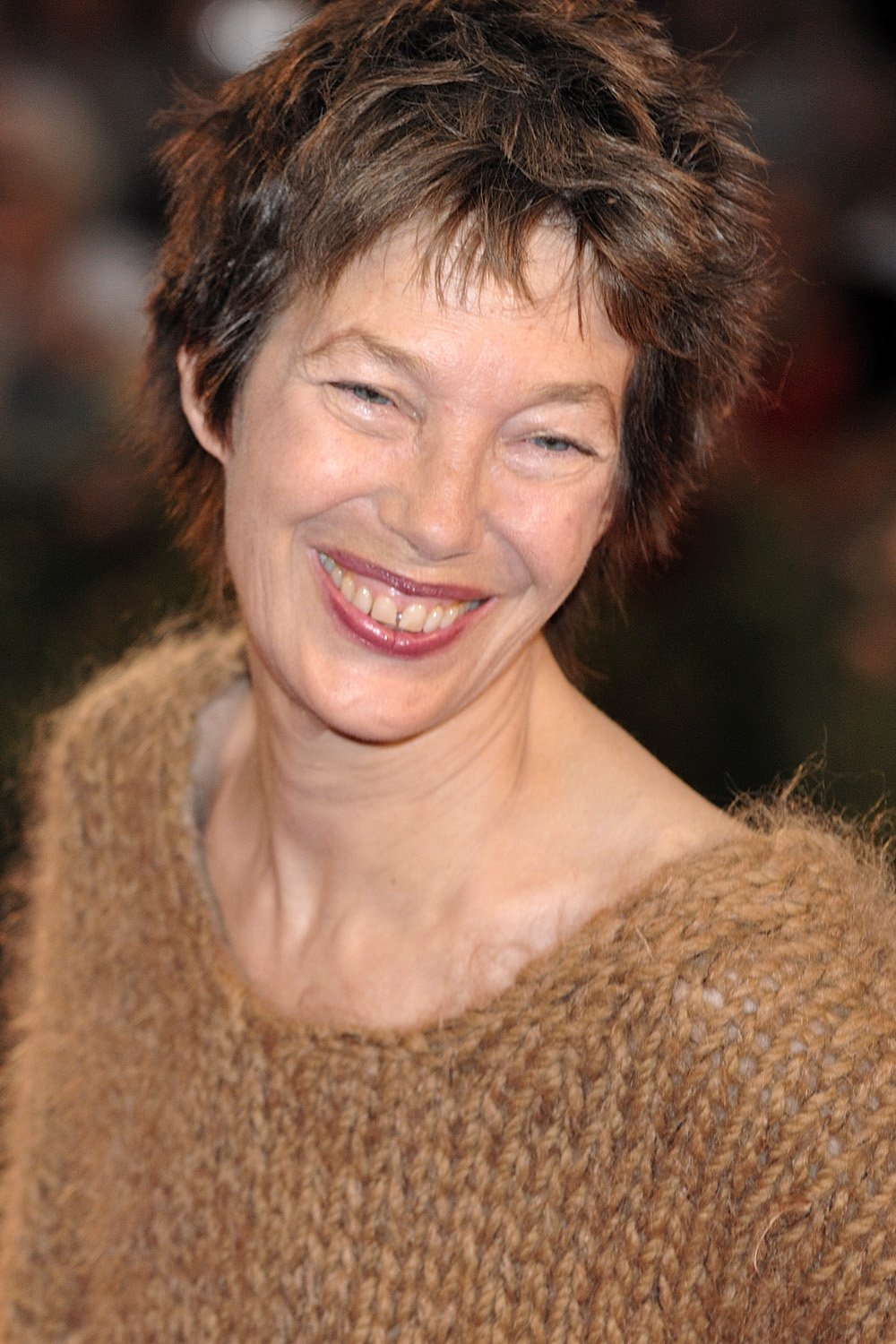
Jane Birkin vid Filmfestivalen i Venedig 2009.

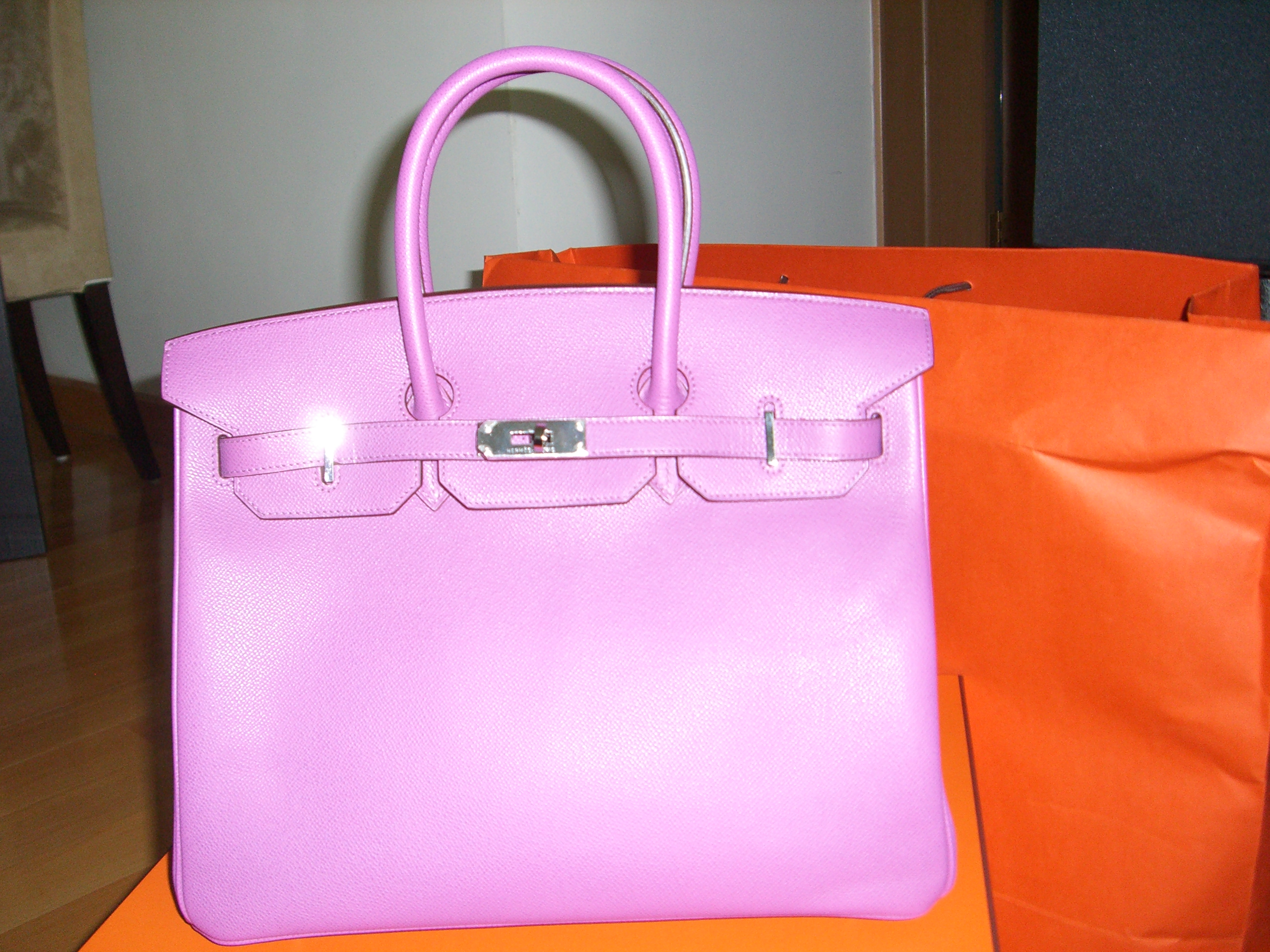
En Birkinväska.

Jane Mallory Birkin, född 14 december 1946 i London, död 16 juli 2023 i Paris, var en brittisk-fransk skådespelare, sångare och regissör.

## Biografi
Jane Birkin var dotter till David Birkin och Judy Campbell samt syster till Andrew Birkin. Efter att ha skilt sig från sin make John Barry flyttade hon i slutet av 1960-talet till Bretagne i Frankrike. Hon fick sitt filmgenombrott i Michelangelo Antonionis Blow-up – förstoringen (1966). 1969 sjöng hon tillsammans med Serge Gainsbourg in Je t'aime... moi non plus, som blev en stor hit. Hon kom under de kommande åren att varva musiken med skådespeleriet. Under senare år gjorde hon musiksamarbeten med artister som Arno, Étienne Daho, Manu Chao och Beth Gibbons. Hon medverkade även på det svenska rockbandet The Soundtrack of Our Lives album Origin Vol. 1 från 2004.
Birkin gjorde sin filmregidebut 2007 med filmen Boxes. Hon skrev även manus till filmen samt medverkade som skådespelare.
Hon har tre döttrar: Kate Barry i äktenskapet med kompositören John Barry, Charlotte Gainsbourg tillsammans med Serge Gainsbourg och Lou Doillon tillsammans med regissören Jacques Doillon.
Birkinväskan är namngiven efter Jane Birkin.

## Filmografi, i urval
- 1965 – Greppet (ej krediterad)
- 1966 – Två äss i ärmen
- 1966 – Blow-up – förstoringen
- 1968 – Bakom kärleksmuren
- 1969 – Bassängen
- 1969 – Slogan
- 1972 – Melody (TV-serie)
- 1972 – Berusad av stålar
- 1974 – Bli rik och ligga med flickor
- 1974 – Galen till tusen!
- 1976 – De sexuella
- 1977 – Har du sett på fan!
- 1978 – Döden på Nilen
- 1982 – Mord på ljusa dagen
- 1983 – Vincents vän
- 1988 – Kung-fu master!
- 1988 – Jane B. par Agnès V.
- 1990 – Daddy nostalgi
- 1991 – Den sköna satmaran
- 1991 – Red Fox (TV-serie)
- 1995 – De 101 nätterna
- 1995 – Mellan djävulen & det djupa blå havet
- 1997 – On connaît la chanson
- 1998 – A Soldier's Daughter Never Cries
- 2007 – Boxes (regi)
- 2008 – Agnès stränder
- 2010 – Thelma, Louise et Chantal
- 2012 – Twice Born
- 2013 – The Minister
- 2021 – Jane par Charlotte

## Diskografi
Studioalbum
- 1969 – Je t'aime... moi non plus (med Serge Gainsbourg)
- 1971 – Histoire de Melody Nelson (med Serge Gainsbourg)
- 1973 – Di doo dah
- 1975 – Lolita go home
- 1978 – Ex fan des sixties
- 1983 – Baby alone in Babylone
- 1987 – Lost song
- 1990 – Amours des feintes
- 1996 – Versions Jane
- 1998 – Best Of
- 1999 – À La Légère
- 2004 – Rendez-Vous
- 2006 – Fictions
- 2008 – Enfants d'Hiver

Livealbum
- 1987 – Jane Birkin au Bataclan
- 1992 – Integral au Casino de Paris
- 1996 – Integral a l'Olympia
- 2002 – Arabesque
- 2009 – Jane Birkin au Palace
- 2012 – Jane Birkin sings Serge Gainsbourg via Japan